# Ängsholm

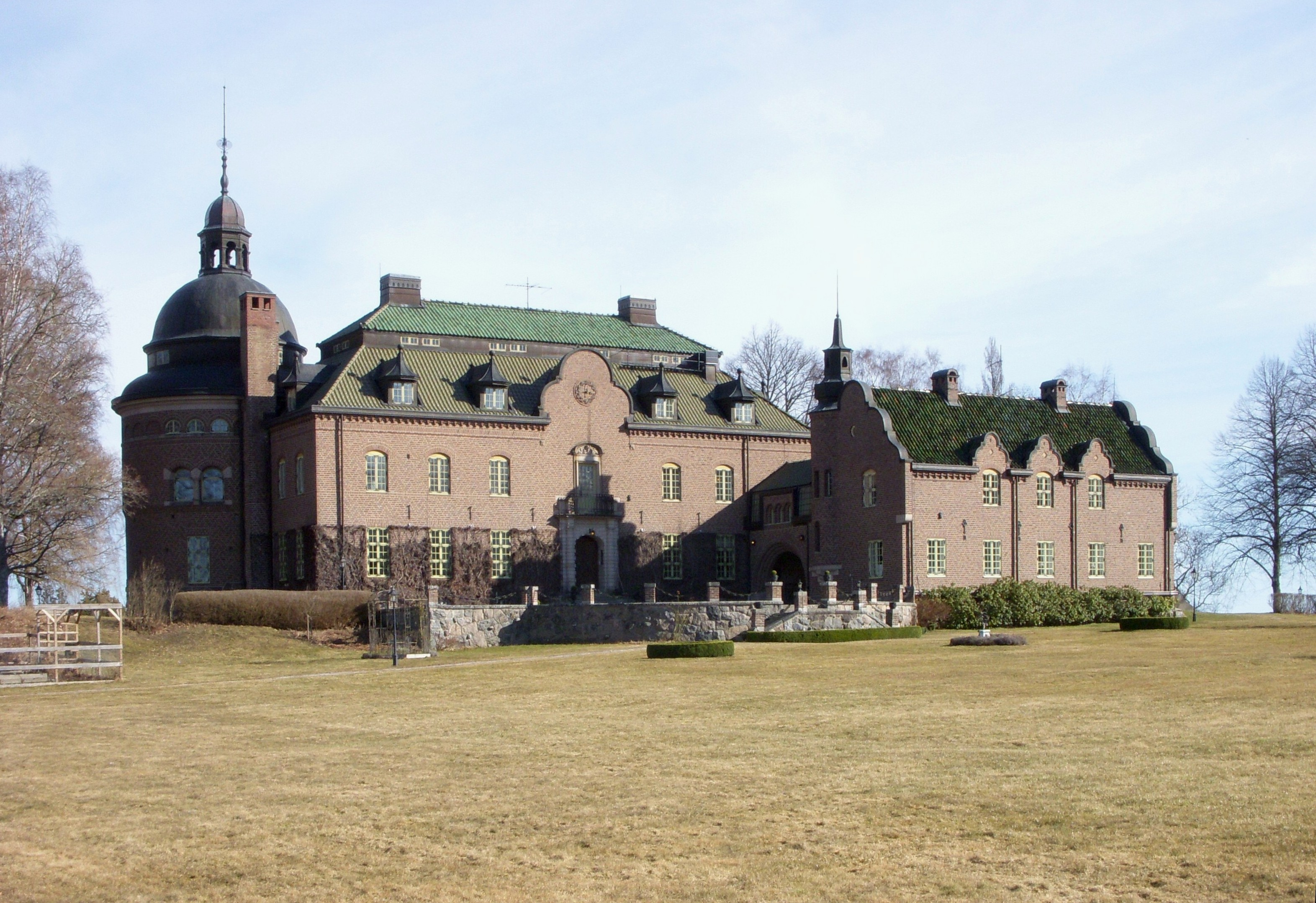
Ängsholm slott i mars 2012.

Ängsholm (också stavat Engsholm och betecknat som Engsholms slott) är en herrgård i Ytterjärna socken, Södertälje kommun, Stockholms län. Ängsholm ligger vid Näslandsfjärden av Mörköviken, belägen på den nordligaste delen av Mörkö, som kallas Dåderö. Ängsholms slotts historia går tillbaka till 1300-talet och är idag ett familjeägt konferenshotell.

## Gården Ängsholm

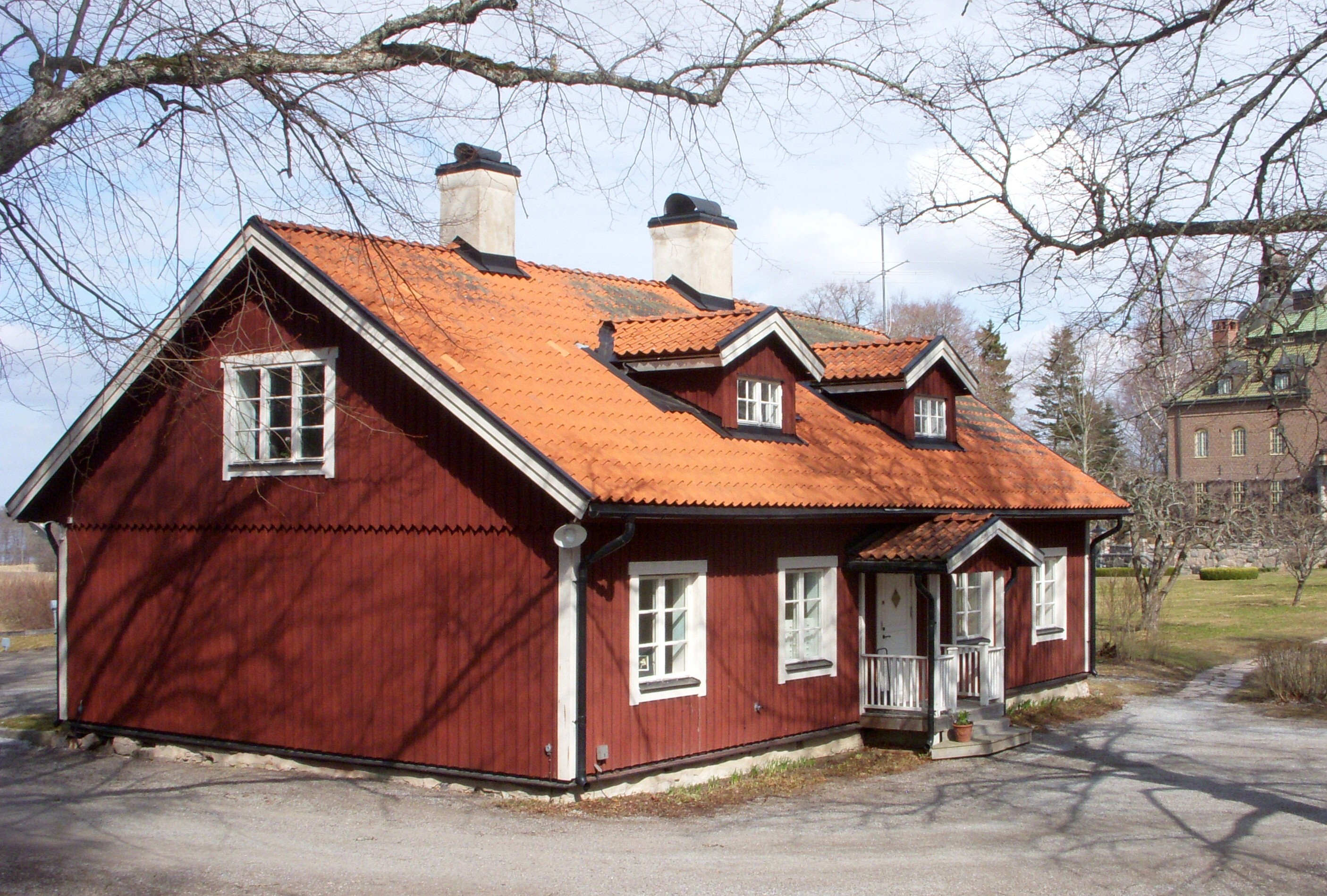
"Villa Liljefors" från 1700-talet

Ängsholm lydde med Borghaga torp under Dåderö, vilket under 1300-talet tillhörde Bjälboätten. De tidigaste kända ägarna till nuvarande Ängsholm är enligt urkunderna från 1300-talet, Magnus Ladulås söner, hertigarna Erik och Valdemar, bröder till Kung Birger, senare ägare var släkterna Örnfot, Ulv, Banér, Thott, Sture och Sparre. Ängholm reducerades 1692 genom Karl XI till kronan och anslogs jämte Dåderö till boställe åt översten Brändt för regementet Adelsfanan.
Boningshuset blev återuppbyggt efter att det 1719 nedbränts av ryssarna. Kvar blev tre hus, varav ett finns på Ängsholm, den så kallade "Röda stugan". Efter upplösningen av Adelsfanan 1809 utarrenderades Ängsholm av kronan till olika familjer. 1912 brann huvudbyggnaden ner och staten beslöt att sälja egendomen och styckade upp egendomen på fem lotter.
Samtliga lotter inköptes 1914 av direktör Philip Wersén vid AB Södertelge Verkstäder. Istället för det nyare boningshuset, som 1912 förstörts av en eldsvåda, uppfördes efter ritningar av arkitekten Tore E:son Lindhberg ett ståtligt slott av granit och skånskt tegel, inspirerat av nationalromantik och holländsk renässans vilket invigdes 1916. Slottet omges av en betydande park och trädgård. Wersén tvingades lämna slottet vid en personlig konkurs 1924.
Under hela 1900-talet har slottet haft olika ägare, bland annat läkaren Torsten Amundson, skeppsredare Ragnar Källström som köpte godset på 1960-talet men förlorade det i samband med skilsmässa. Därefter följde en tid av förfall i vilket slottet bland annat fick agera kuliss i allt från porrfilmer till Jan Halldoffs film Bröllopet. Den 1 april 1986 köpte nuvarande ägare familjen Johansson slottet, som idag driver ett familjeägt konferenshotell i byggnaden.
Idag finns 53 hotellrum samt en strandateljé med vedeldad bastu.

## Villa Liljefors
Den röda stugan som ligger bara 150 meter från slottet kallas idag av nuvarande slottsinnehavarna för "Villa Liljefors". Villa Liljefors är en flygelbyggnad från 1700-talet och ett av de få hus som blev kvar på Mörkö när ryssarna härjade i trakten 1719. Från 1901 till 1903 bodde konstnären Bruno Liljefors i den röda stugan. Han målade och lät sig inspireras av djur- och fågellivet på Mörkö. Bruno Liljefors blev så förtjust i trakten att han senare köpte en egen gård på fastlandet på andra sidan Ulvsundet, där han lät uppföra sitt berömda Wig-Wam strax söder om Ytterjärna kyrka. Wig-Wam ingår nu i Ytterjärnas antroposofområde.

## Bilder

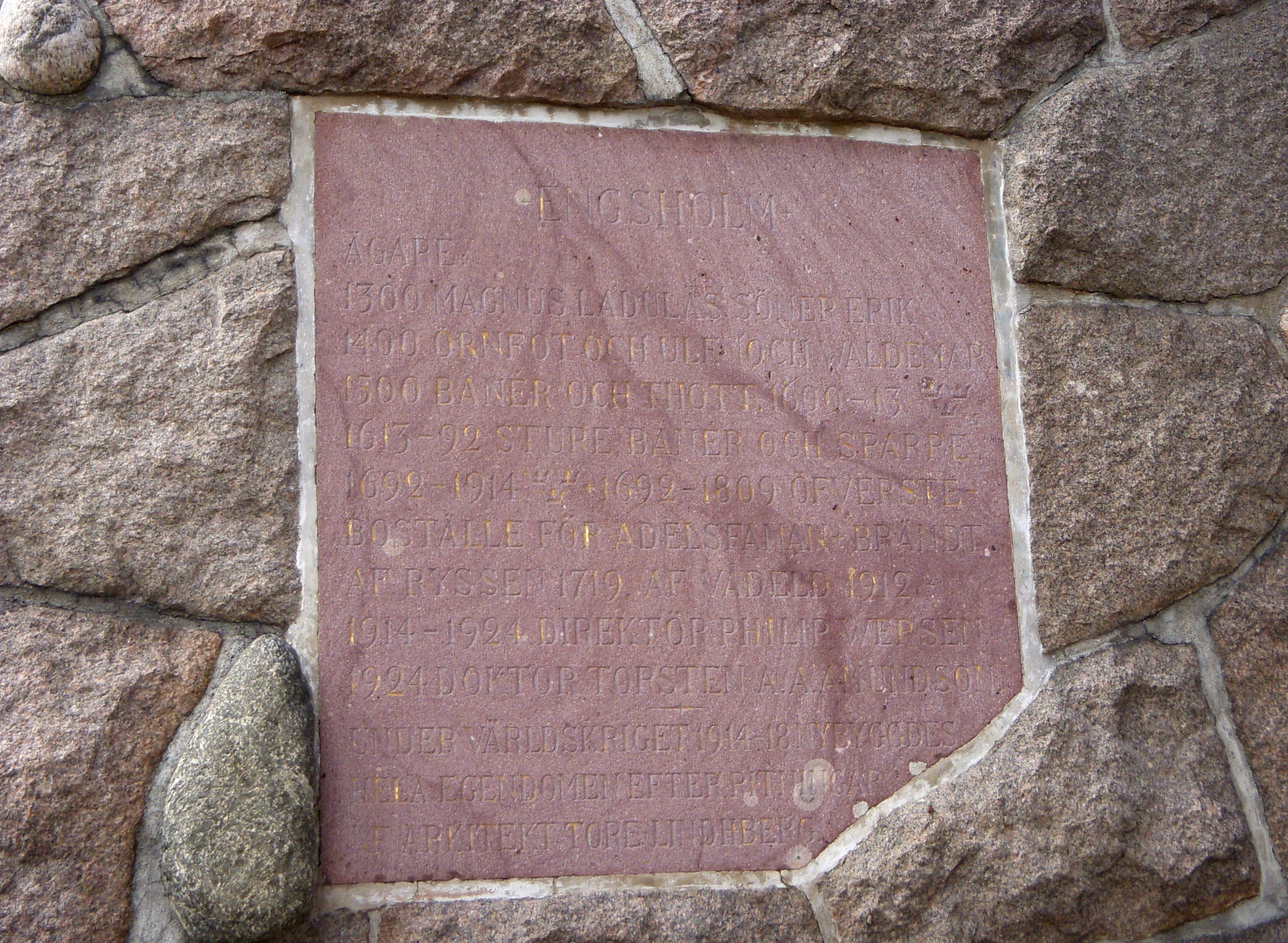
Ägarlängan
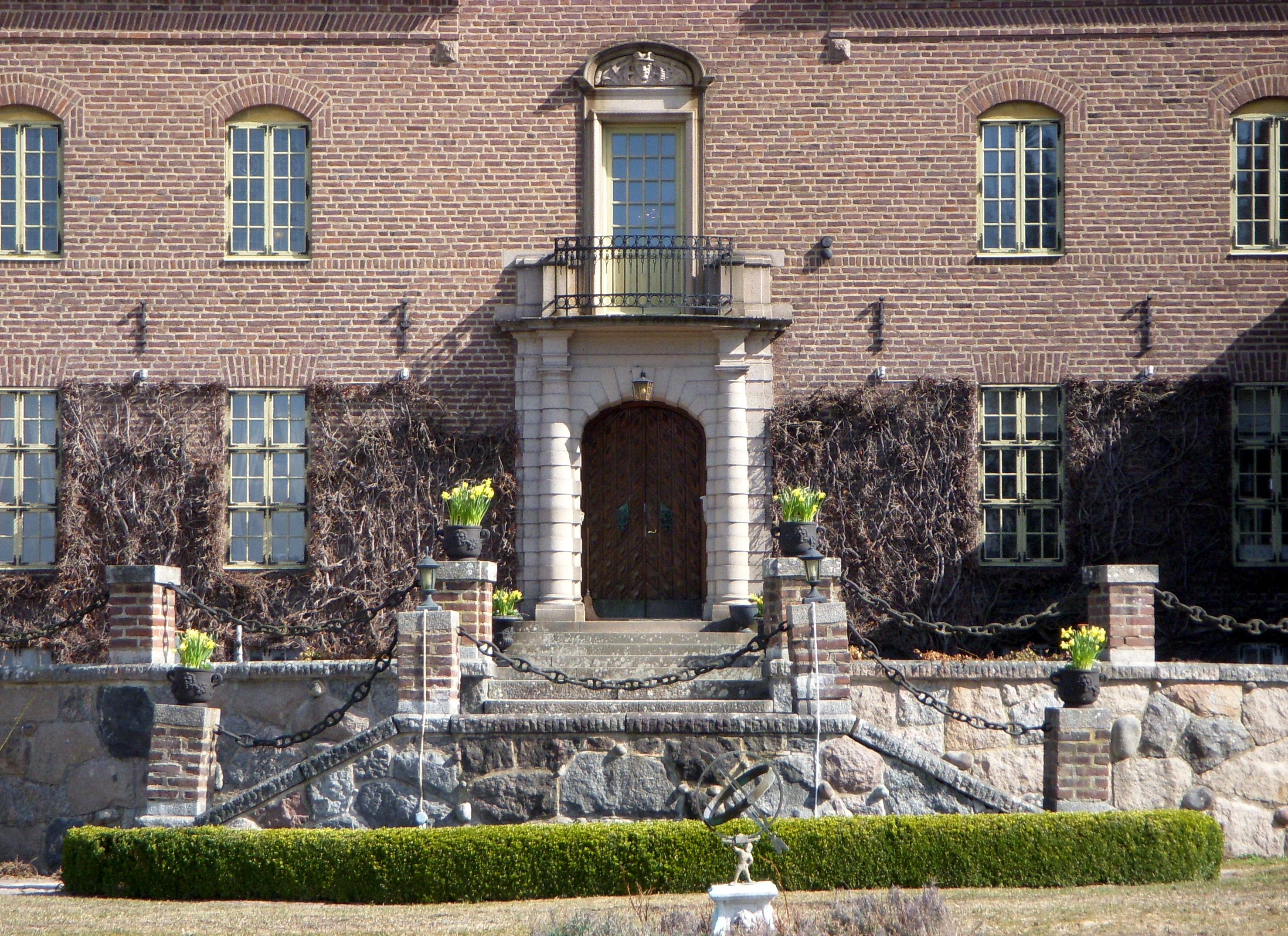
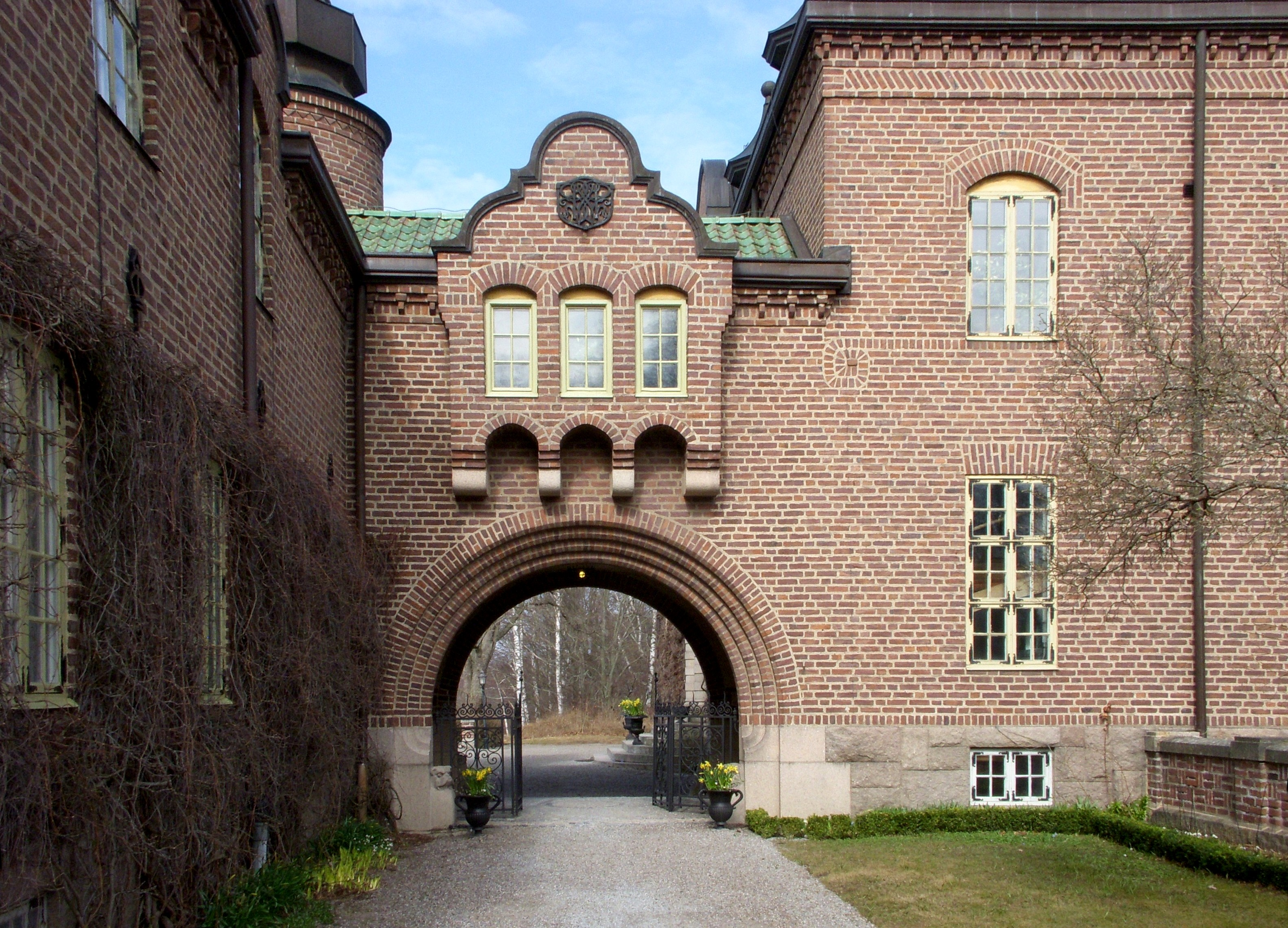
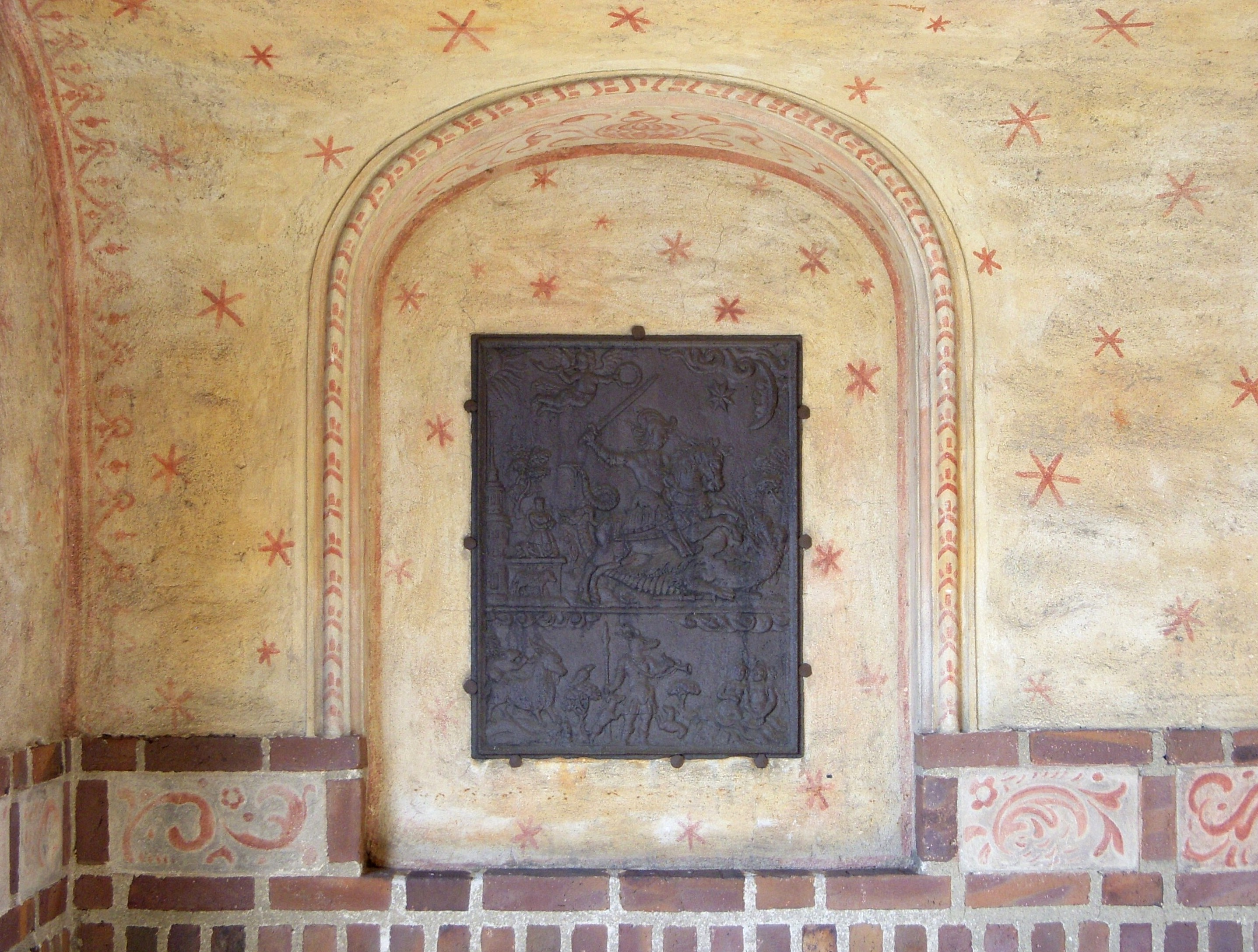
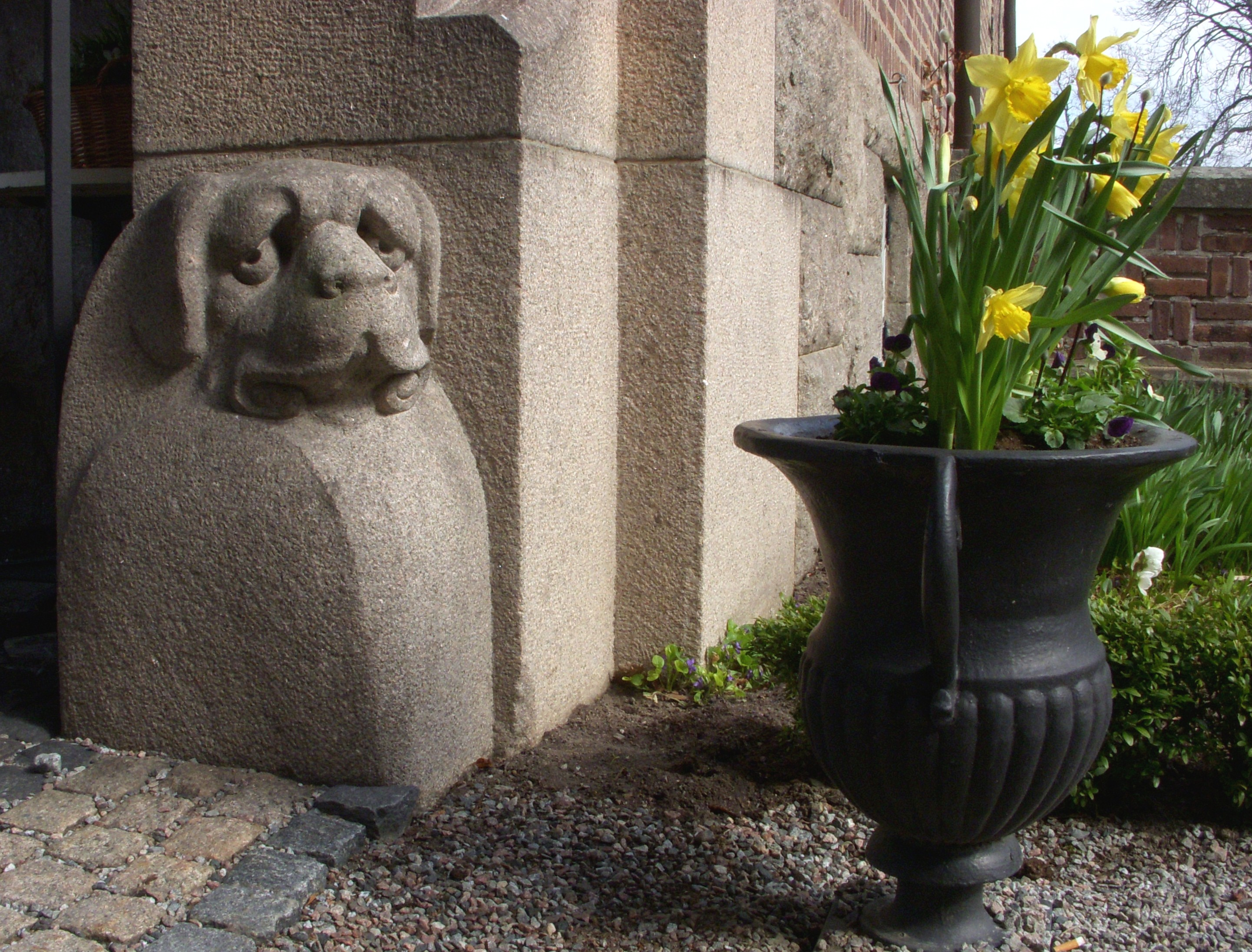